# Charlotte Winters
Charlotte L. Winters, nascida como Charlotte L. Barry, (Washington, D.C., 10 de Novembro de 1897 – Boonsboro, Maryland, 27 de Março de 2007) foi a última veterana norte-americana da Primeira Guerra Mundial.

## Biografia
Quando a Marinha abriu vagas de apoio para mulheres, Charlotte e a sua irmã, Sophie, juntaram-se a essa força, em 1917. Em Dezembro de 1918 mais de 11.000 mulheres haviam-se alistado e servido em posições de apoio.
Winters serviu como secretária, e retirou-se em 1953 com o posto de yeomanette, na Reserva da "U.S. Naval".
Morreu aos 109 anos de idade, em Boonsboro, Maryland.